# ビス(2-エチルヘキサノアト)ヒドロキシアルミニウム
ビス(2-エチルヘキサノアト)ヒドロキシアルミニウム（英語: hydroxyl aluminum bis(2-ethylhexanoate)）は、アメリカ軍が使用するM4ナパーム弾を製造する時に使用する増粘剤 (Thickener) である。
この物質を重量比で2%をオクタン価の低い粗製ガソリンに混ぜて増粘した物がM4ナパームである。
従来のM1ナパームと比べて燃焼温度、時間共に向上している。
これは増粘剤としての作用だけでなく燃焼効率を向上させる助燃剤としての作用も持っているためである。
- 分子式: C16H31AlO5
- 分子量: 330.40
- CAS番号: [30745-55-2]
- 外観：白い粉末

## 危険有害性情報
- 可燃性固体
- 皮膚刺激あり
- 重篤な眼への刺激性あり

## 参考資料
MIL規格番号：MIL-T-50009Aの文書